# Anif
Anif település Ausztriában, Salzburg tartományban, a Salzburg-Umgebung járásban.

## Elhelyezkedése
Tengerszint feletti magassága 434 méter, területe 7,61 km². Lakosainak száma 4195 fő (2018. január 1.). Anif Salzburg, Elsbethen, Puch bei Hallein és Grödig településekkel határos.